# Culicoides flukei
Culicoides flukei är en tvåvingeart som beskrevs av Jones 1956. Culicoides flukei ingår i släktet Culicoides och familjen svidknott. Inga underarter finns listade i Catalogue of Life.